# Callichroma sericeum
Callichroma sericeum é uma espécie de coleóptero da tribo Callichromatini (Cerambycinae); com distribuição apenas na América do Sul.